# Cerina (Słowenia)
Cerina – wieś w Słowenii, w gminie Brežice. W 2018 roku liczyła 157 mieszkańców.